# Erikslund, Svenljunga kommun
Erikslund är en småort i Kalvs socken i Svenljunga kommun, Västra Götalands län.